# Berthold von Henneberg (mort en 1312)
Berthold von Henneberg (mort le 29 septembre 1312 à Münnerstadt) est évêque auxiliaire de Mayence de 1307 à sa mort.

## Biographie
Berthold Ier von Henneberg vient de la famille de noblesse de Thuringe et de Franconie von Henneberg (de). Son père Poppon est le dernier burgrave de Wurtzbourg. Berthold vient probablement du premier mariage de son père avec Elisabeth von Wildberg, il a donc pour demi-frères les enfants issus du deuxième mariage avec Jutta de Thuringe (de).
Après la mort de l'évêque de Wurtzbourg Iring von Reinstein-Homburg en 1265, suit un sede vacante géré par le vicaire du chapitre Otto von Lobdeburg. À l'été 1267, a lieu une élection schismatique. Le chapitre élit en majorité Poppon von Trimberg. Mais une forte minorité préfère le capitulaire Berthold. Les deux font appel au métropolite, l'archevêque de Mayence Werner d'Eppstein (de). Comme Poppon se croit désavantagé, il contacte la Curie romaine. Le pape Clément IV demande une enquête sur l'élection. À la fin du procès, la Curie reconnaît Poppon von Trimberg comme évêque légitime. Poppon intente un procès pour contraindre Berthold à reconnaître sa légitimité ; cependant la mort du Pape en 1268 aboutit à un sede vacante, ce qui repousse ce procès, puis Poppon meurt en 1271.
Des documents montrent qu'après la mort de Poppon, Berthold von Henneberg reprend une réelle autorité. Une nouvelle élection de l'évêque de Wurtzbourg a lieu en 1267. C'est Berthold von Sternberg qui est élu. Il parvient à expulser Berthold von Henneberg qui avait perdu l'influence de l'armée de son frère Hermann (de) défaite lors de la bataille de Kitzingen le 8 août 1266. Néanmoins Berthold von Henneberg reste sur ses positions et reste influent sur le nord de l'évêché. Il tente un putsch en 1274 puis en 1275. Il renonce finalement à ses fonctions dans l'évêché de Wurtzbourg et donne sa démission à Berthold von Sternberg.
En 1307, Berthold von Henneberg devient évêque auxiliaire de Mayence. Il meurt en 1312 à Münnerstadt.
Johann Octavian Salver décrit sa tombe qui est détruite en 1820.

## Source, notes et références
- (de) Cet article est partiellement ou en totalité issu de l’article de Wikipédia en allemand intitulé « Berthold I. von Henneberg » (voir la liste des auteurs).